# Мартин, Хелен
Хелен Дороти Мартин (англ. Helen Dorothy Martin) (23 июля 1909, Сент-Луис — 25 марта 2000, Монтерей) — американская актриса. Она наиболее известна благодаря ролям Перл Шей в ситкоме «227» (1985—1990), и бабули в фильме «Не грози южному централу…». В 1940-х годах написала сценарии к нескольким фильмам.
Десятилетия играла в Бродвейском театре. Много снималась на телевидении и в кино до самых преклонных лет. Умерла от инфаркта 25 марта 2000 года.